# Anouck Vrancken Peeters
Anouck Vrancken Peeters (* 13. Februar 2003) ist eine niederländische Tennisspielerin.

## Karriere
Vrancken Peeters spielt vor allem auf der ITF Women’s World Tennis Tour, wo sie bislang drei Titel im Einzel gewinnen konnte.
Im Februar 2025 erreichte sie ihre bislang beste Weltranglistenposition 652 im Einzel.

## Turniersiege

### Einzel
| Nr. | Datum            | Turnier             | Kategorie | Belag             | Finalgegnerin      | Ergebnis      |
| --- | ---------------- | ------------------- | --------- | ----------------- | ------------------ | ------------- |
| 1.  | 12. Januar 2025  | Oslo                | ITF W15   | Hartplatz (Halle) | Josy Daems         | 6:2, 7:5      |
| 2.  | 23. Februar 2025 | Bukarest            | ITF W15   | Hartplatz (Halle) | Anastasia Kulikova | 6:4, 1:6, 6:3 |
| 3.  | 16. März 2025    | Scharm asch-Schaich | ITF W15   | Hartplatz         | Anna Sisková       | 7:5, 3:6, 6:2 |